# Хохлів
Хохлів (пол. Chochłów) — село в Польщі, у гміні Долобичів Грубешівського повіту Люблінського воєводства. Населення — 118 осіб (2011).

## Історія
На 1 січня 1939 року село входило до гміни Варенж Място Сокальського повіту Львівського воєводства, і тут мешкало 460 осіб, з них 360 українців-греко-католиків, 80 українців-римокатоликів та 20 євреїв.
Під час німецької окупації у школі почалося навчання українською мовою, організація гуртків, з лютого 1940 р. почав діяльність «Пласт».
25-30 червня 1947 року під час операції «Вісла» польська армія виселила з Хохлова на приєднані до Польщі північно-західні терени 101 українця. У селі залишилося 42 поляки.
У 1975—1998 роках село належало до Замойського воєводства.

## Населення
Демографічна структура станом на 31 березня 2011 року:
|          | Загалом | Допрацездатний вік | Працездатний вік | Постпрацездатний вік |
| -------- | ------- | ------------------ | ---------------- | -------------------- |
| Чоловіки | 60      | 8                  | 39               | 13                   |
| Жінки    | 58      | 9                  | 25               | 24                   |
| Разом    | 118     | 17                 | 64               | 37                   |